# Veltenhof
Veltenhof ist ein Stadtteil von Braunschweig in Niedersachsen. Der Stadtteil gehört zum Stadtbezirk 322 – Nördliche Schunter-/Okeraue. Veltenhof liegt im Dreieck zwischen der A 2, der A 391 und der Oker.

## Historische Entwicklung
Erstmals urkundlich erwähnt wurde Veltenhof (als Thelettunun) zusammen mit fünf anderen Ortschaften (Harxbüttel, Melverode, Rühme, Stöckheim und Waggum) in einer Urkunde Heinrichs II am 24. Januar 1007 und 1031 als Velittunum in der Weiheurkunde der Magnikirche. Bis ins 18. Jahrhundert bestand es aber nur aus einigen Bauernhäusern. Nach Bornstedt ist der Ort um 500 entstanden. Der Name Veltenhof ist aus Hof in Velten entstanden.

### Wüstung Hanroth
Ab etwa 800 soll, ebenfalls nach Bornstedt, die ebenfalls in der Weiheurkunde erwähnte Wüstung Hanroth auf dem Gebiet des heutigen Ortsgebiets an der Oker gegenüber Watenbüttel gelegen haben. Sie soll um 1400 durch örtliche Kriege wüst geworden und in Walle aufgegangen sein. Es soll sich um einen größeren Ort mit mindestens 510 Morgen, dazu Ackerland und Wälder, Wiesen, Weiden (in der Okerniederung) und Gewässern" gehandelt haben.

### Die Pfälzer kommen nach Veltenhof
Mitte des 18. Jahrhunderts ließ Herzog Karl I. von Braunschweig-Wolfenbüttel (1713–1780) in Veltenhof Bauern aus der Pfalz zum Anbau von Tabak und Wein ansiedeln. Die ersten Pfälzer kamen 1749. In der Folgezeit entwickelte sich der Alte Hof in Velten schnell zu einem stattlichen Dorf. Zu den Häusern im Alten Hof und am Münzberg kamen zahlreiche Höfe auf der Straße Unter den Linden hinzu. Der Anbau von Tabak und Wein war nicht so ertragreich wie erhofft, jedoch stellten die Bauern fest, dass sich auf den sandigen Böden hervorragend Gemüsespargel anbauen ließ. Dieser wird seit 1850 bis heute in Veltenhof und Umgebung angebaut.

### Von der Mühle zur Kirche
Seit Anfang des 20. Jahrhunderts hat Veltenhof über 1000 Einwohner.
Die im Jahr 1876 auf einer Anhöhe an der Oker gebaute holländische Mühle wird 1930 zur Kirche umgebaut, da die Veltenhofer bisher nach Ölper in die Kirche gehen mussten.
Diese Mühlenkirche wird noch heute von der Evangelisch-reformierten Kirche Braunschweig genutzt und ist fester Bestandteil von Veltenhof. Das Wappen von Veltenhof zeigt einen Pfälzer Löwen, der die Mühlenkirche in der linken Pranke trägt.

### Vom Dorf zum Stadtteil
Nach dem Zweiten Weltkrieg kommen viele Flüchtlinge nach Veltenhof, da es von den massiven Bombenangriffen, die von Alliierten auf Braunschweig geflogen wurden, größtenteils verschont blieb. So hatte Veltenhof bald 2000 Einwohner.
Durch die immer dichter werdende Besiedlung von Braunschweig wird auch in Veltenhof in den 1970er-Jahren weiter gebaut. Auf großen Ackerflächen werden große Wohngebiete gebaut, dessen Straßennamen die Namen der Orte tragen, aus denen die Pfälzer Siedler kamen.
Eingemeindung
Im Jahr 1931 wird Veltenhof zu Braunschweig eingemeindet. Dies ist der Anfang einer großen Veränderung des bisher eher dörflichen Lebens. Im Jahr 1990 zählte Veltenhof über 3000 Einwohner.
Partnerstadt
Veltenhof betreibt ein Partnerprogramm mit Wieblingen, einem Ortsteil von Heidelberg in der Kurpfalz. Es gibt dort auch eine „Veltenhofer Straße“.

## Industrie und Hafen
Im Jahr 1934 wurde in Veltenhof der Hafen von Braunschweig am neu gebauten Mittellandkanal eingeweiht. Der Hafen ist um die Jahrtausendwende um ein Containerterminal erweitert worden, wo seit 2007 die zweite Containerbrücke im Betrieb ist.

Panorama-Aufnahme des Braunschweiger Hafens

In Veltenhof liegt ein Großteil des Industriegebietes Hansestraße-Hafen-Heesfeld. Ein bekannter Betrieb ist Grotrian-Steinweg.
Im Ort befand sich bis zum Februar 2006 noch eine kleine Konservenfabrik, die bis zum Ende des 20. Jahrhunderts Konserven mit der Aufschrift Veltenhof und dem Veltenhofer Wappen produziert hat.
Im Hafen war vom 5. Oktober 1939 (Abordnung der ersten Beamten) bis zum 31. Dezember 2010 eine Dienststelle der Wasserschutzpolizei Niedersachsen eingerichtet.

## Wappen
Das Wappen zeigt einen goldenen, rot gekrönten, schreitenden Löwen auf einem schwarzen Schild. Er hat eine rote Zunge, rote Krallen und trägt ein silbernes Gebäude.
Der Pfälzer Löwe symbolisiert hier die Abstammung der frühen Siedler von den Einwanderern aus der Pfalz. Das Gebäude steht für die ehemalige Windmühle, die in eine Kirche umgebaut wurde. Sie fand auf Wunsch der Veltenhofer Bürger Einzug in das Wappen und ziert ebenfalls die Fahne der Freiwilligen Feuerwehr des Ortes.
Arnold Rabbow hat das Wappen entworfen, es wurde am 12. Mai 1982 vom Stadtbezirksrat Veltenhof-Rühme angenommen.